# Toronto Maple Leafs
A Toronto Maple Leafs egy kanadai profi jégkorongcsapat. Tagja az NHL-nek, jelenleg a Keleti főcsoport Északkeleti divíziójában szerepel. A franchise története során 13 Stanley-kupát nyert. A csapat tulajdonosa a Maple Leaf Sports & Entertainment, Ltd., az elnöke pedig Larry Tanenbaum. A csapat becsült értéke 1,4 milliárd dollár a Forbes szerint, ezzel pedig az NHL második legértékesebb csapata a New York Rangers után. Az első 14 szezonban a csapat a hazai mérkőzéseit a Mutual Street Arenaban játszotta, mielőtt 1931-ben a Maple Leaf Gardenbe költözött. 1999 februárban a klub a jelenlegi otthonába az Air Canada Centerbe költözött, jelenleg pedig a Scotiabank Arena az otthonuk.
A csapatot 1917-ben alapították Torontoként, később pedig Toronto Arenasként hivatkoztak rájuk. 1919-ben az új tulajdonosok hatására Toronto St. Patricks lett a klub új neve. 1927-ben Conn Smythe vette meg a csapatot és Maple Leafsnek nevezte el. A csapat történetében két nagy dinasztiát tartanak számon 1947 és 1951 között, illetve 1962 és 1967 között. Az utolsó bajnoki címüket 1967-ben nyerték ezáltal az övék a leghosszabb aktív sorozat az NHL-ben bajnoki cím nélkül. A csapat három nagy riválisa a Detroit Red Wings, a Montreal Canadiens és az Ottawa Senators.
A csapat 19 játékos emlékére vonultatott vissza 13 különböző mezszámot. A Maple Leafs jelenleg két farmcsapattal rendelkezik, a Toronto Mairles az American Hockey Leagueben és a Newfoundland Growlers az ECHL-ben.

## Jelenlegi keret
2020. december 6.

### Csatárok
- 91  John Tavares (Kapitány)
- 19  Jason Spezza
- 11  Zack Hyman
- 24  Wayne Simmonds
- Travis Boyd
- 26  Jimmy Vesey
- 65  Ilja Mihejev
- 97  Joe Thornton
- 16  Mitchell Marner (Alternatív Kapitány)
- 89  Nicholas Robertson
- 34  Auston Matthews (Alternatív Kapitány)
- 15  Alexander Kerfoot
- 88  William Nylander
- 47  Pierre Engvall
- 61  Nic Petan

### Hátvédek
- 22  Zach Bogosian
- 78  T.J. Brodie
- 23  Travis Dermott
- 48  Calle Rosén
- 8  Jake Muzzin
- 44  Morgan Rielly (Alternatív Kapitány)
- 3  Justin Holl
- 52  Martin Marincin
- Mikko Lehtonen

### Kapusok
- 31  Frederik Andersen
- 36  Jack Campbell
- Aaron Dell

## Klubrekordok
Pályafutási rekordok (csak a Maple Leafs-szel)
- Legtöbb mérkőzés: 1187, George Armstrong
- Legtöbb gól: 420, Mats Sundin
- Legtöbb gólpassz: 620, Börje Salming
- Legtöbb pont: 987, Mats Sundin
- Legtöbb kiállitásperc: 2265, Tie Domi
- Legtöbb zsinorban játszott mérkőzés: 486, Tim Horton

Szezonrekordok
- Legtöbb gól: 54, Rick Vaive (1981–1982)
- Legtöbb gól (hátvéd): 22, Ian Turnbull (1976–1977) és Al Iafrate (1987–1988)
- Legtöbb emberelőnyben lőtt gól: 21, Dave Andreychuk és Wendel Clark (mind 1993–1994)
- Legtöbb gólpassz: 95, Doug Gilmour (1992–1993)
- Legtöbb pont: 127, Doug Gilmour (1992–1993)
- Legtöbb pont (hátvéd): 79, Ian Turnbull (1976–1977)
- Legtöbb pont (újonc): 66, Peter Ihnačak (1982–1983)
- Legtöbb kiállitásperc: 365, Tie Domi (1997–1998)

Kapusrekordok - pályafutás
- Legtöbb mérkőzés: 629, Turk Broda
- Legtöbb shutout: 62, Turk Broda
- Legtöbb győzelem: 302, Turk Broda

Kapusrekordok - szezon
- Legtöbb mérkőzés: 74, Felix Potvin (1996–1997)
- Legtöbb shutout: 13, Harry Lumley (1953–1954)
- Legtöbb győzelem: 37, Ed Belfour (2002–2003) és Andrew Raycroft (2006–2007)

## A Hírességek Csarnokának tagjai
- Jack Adams, 1922–1926 között játszott a csapatban, 1959-ben került be a Hírességek Csarnokába.
- George Armstrong, 1950–1971 között játszott a csapatban, 1975-ben került be a Hírességek Csarnokába.
- Syl Apps, 1936–1948 között játszott a csapatban, 1961-ben került be a Hírességek Csarnokába.
- Ace Bailey, 1926–1933 között játszott a csapatban, 1978-ban került be a Hírességek Csarnokába.
- Andy Bathgate, 1963–1965 között játszott a csapatban, 1978-ban került be a Hírességek Csarnokába.
- Max Bentley, 1947–1953 között játszott a csapatban, 1966-ban került be a Hírességek Csarnokába.
- Leo Boivin, 1951–1955 között játszott a csapatban, 1986-ban került be a Hírességek Csarnokába.
- Johnny Bower, 1958–1970 között játszott a csapatban, 1976-ban került be a Hírességek Csarnokába.
- Turk Broda, 1936–1952 között játszott a csapatban, 1967-ben került be a Hírességek Csarnokába.
- Harry Cameron, 1917–1923 között játszott a csapatban, 1962-ben került be a Hírességek Csarnokába.
- Gerry Cheevers, 1961–1962 között játszott a csapatban, 1985-ben került be a Hírességek Csarnokába.
- King Clancy, 1930–1936 között játszott a csapatban, 1958-ban került be a Hírességek Csarnokába.
- Sprague Cleghorn, 1920–1921 között játszott a csapatban, 1958-ban került be a Hírességek Csarnokába.
- Charlie Conacher, 1929–1937 között játszott a csapatban, 1961-ben került be a Hírességek Csarnokába.
- Rusty Crawford, 1917–1919 között játszott a csapatban, 1962-ben került be a Hírességek Csarnokába.
- Hap Day, 1924–1937 között játszott a csapatban, 1961-ben került be a Hírességek Csarnokába.
- Gordie Drillon, 1937–1942 között játszott a csapatban, 1975-ben került be a Hírességek Csarnokába.
- Dick Duff, 1954–1964 között játszott a csapatban, 2006-ban került be a Hírességek Csarnokába.
- Babe Dye, 1920–1926 között és 1930-ban játszott a csapatban, 1970-ben került be a Hírességek Csarnokába.
- Fernie Flaman, 1950–1954 között játszott a csapatban, 1990-ben került be a Hírességek Csarnokába.
- Ron Francis, 2003–2004 között játszott a csapatban, 2007-ben került be a Hírességek Csarnokába.
- Grant Fuhr, 1991–1993 között játszott a csapatban, 2003-ban került be a Hírességek Csarnokába.
- Mike Gartner, 1994–1996 között játszott a csapatban, 2001-ben került be a Hírességek Csarnokába.
- Eddie Gerard, 1921–1922 között játszott a csapatban, 1945-ben került be a Hírességek Csarnokába.
- George Hainsworth, 1933–1937 között játszott a csapatban, 1961-ben került be a Hírességek Csarnokába.
- Hap Holmes, 1917–1919 között játszott a csapatban, 1972-ben került be a Hírességek Csarnokába.
- Red Horner, 1928–1940 között játszott a csapatban, 1965-ben került be a Hírességek Csarnokába.
- Tim Horton, 1952–1970 között játszott a csapatban, 1977-ben került be a Hírességek Csarnokába.
- Syd Howe, 1931–1932 között játszott a csapatban, 1965-ben került be a Hírességek Csarnokába.
- Busher Jackson, 1929–1939 között játszott a csapatban, 1971-ben került be a Hírességek Csarnokába.
- Red Kelly, 1960–1967 között játszott a csapatban, 1969-ben került be a Hírességek Csarnokába.
- Td Kennedy, 1943–1957 között játszott a csapatban, 1966-ban került be a Hírességek Csarnokába.
- Dave Keon, 1960–1975 között játszott a csapatban, 1986-ban került be a Hírességek Csarnokába.
- Harry Lumley, 1952–1956 között játszott a csapatban, 1980-ban került be a Hírességek Csarnokába.
- Frank Mahovlich, 1957–1968 között játszott a csapatban, 1981-ben került be a Hírességek Csarnokába.
- Lanny McDonald, 1973–1979 között játszott a csapatban, 1992-ben került be a Hírességek Csarnokába.
- Dickie Moore, 1964–1965 között játszott a csapatban, 1974-ben került be a Hírességek Csarnokába.
- Larry Murphy, 1995–1997 között játszott a csapatban, 2004-ben került be a Hírességek Csarnokába.
- Frank Nighbor, 1929–1930 között játszott a csapatban, 1947-ben került be a Hírességek Csarnokába.
- Reg Noble, 1919–1924 között játszott a csapatban, 1962-ben került be a Hírességek Csarnokába.
- Bert Olmstead, 1958–1962 között játszott a csapatban, 1985-ben került be a Hírességek Csarnokába.
- Bernie Parent, 1970–1972 között játszott a csapatban, 1984-ben került be a Hírességek Csarnokába.
- Pierre Pilote, 1968–1969 között játszott a csapatban, 1975-ben került be a Hírességek Csarnokába.
- Jacques Plante, 1970–1973 között játszott a csapatban, 1978-ban került be a Hírességek Csarnokába.
- Babe Pratt, 1942–1946 között játszott a csapatban, 1966-ban került be a Hírességek Csarnokába.
- Joe Primeau, 1927–1936 között játszott a csapatban, 1963-ban került be a Hírességek Csarnokába.
- Marcel Pronovost, 1965–1970 között játszott a csapatban, 1978-ban került be a Hírességek Csarnokába.
- Bob Pulford, 1956–1970 között játszott a csapatban, 1991-ben került be a Hírességek Csarnokába.
- Börje Salming, 1973–1989 között játszott a csapatban, 1996-ban került be a Hírességek Csarnokába.
- Terry Sawchuk, 1964–1967 között játszott a csapatban, 1971-ben került be a Hírességek Csarnokába.
- Sweeney Schriner, 1939–1946 között játszott a csapatban, 1962-ben került be a Hírességek Csarnokába.
- Darryl Sittler, 1970–1982 között játszott a csapatban, 1989-ben került be a Hírességek Csarnokába.
- Allan Stanley, 1958–1968 között játszott a csapatban, 1981-ben került be a Hírességek Csarnokába.
- Norm Ullman, 1968–1975 között játszott a csapatban, 1982-ben került be a Hírességek Csarnokába.
- Harry Watson, 1946–1955 között játszott a csapatban, 1994-ben került be a Hírességek Csarnokába.